# Roque Fernández
Roque Fernández – piłkarz urugwajski, obrońca.
Jako piłkarz klubu Rampla Juniors był w kadrze reprezentacji podczas turnieju Copa América 1956, gdzie Urugwaj zdobył tytuł mistrza Ameryki Południowej. Fernández nie zagrał w żadnym meczu.
Nadal jako gracz klubu Rampla Juniors wziął udział w turnieju Copa América 1957, gdzie Urugwaj zajął czwarte miejsce. Fernández zagrał tylko w meczu z Peru, gdzie w 54 minucie wszedł na boisko za Edgardo Gonzáleza.
W 1958 roku razem z klubem Club Nacional de Football pokonał brazylijski klub CR Flamengo i zdobył puchar Copa Teresa Herrera
Jako piłkarz klubu Nacional wziął udział w turnieju Copa América 1959, gdzie Urugwaj zajął przedostatnie, szóste miejsce. Fernández zagrał w trzech meczach – z Boliwią, Peru (w przerwie meczu zmienił go Walter Davoine) i Brazylią (w przerwie meczu zastąpił Carlosa Borgesa).
Pod koniec kariery razem z reprezentacyjnym kolegą Roberto Leopardim grał w wenezuelskim klubie Galicia Caracas, z którym wziął udział w turnieju Copa Libertadores 1965. Jeszcze w tym samym 1965 roku przeniósł się do kolumbijskiego klubu Deportivo Cali i zdobył tytuł mistrza Kolumbii.